# 螺山镇
螺山镇，是中华人民共和国湖北省荆州市洪湖市下辖的一个乡镇级行政单位。
洪湖市螺山镇地处两省（湖北、湖南）四县、市、区（洪湖、监利、临湘、云溪）交界处，洪湖市南大门，省际口子镇。北倚洪湖，南枕长江，西接监利白螺，东邻洪湖城区，螺山的轮廓呈狭长带状。

## 历史沿革
东汉末年，属吴国。
明代，称螺山市。
清至民国时期，属监利县。
民国三十八年（1949年）5月，划入新堤市新螺区。
1951年6月，为洪湖县一区。
1958年，属郊区公社。
1975年3月，为界牌公社。
1984年3月，改为界牌区。
1985年11月，建螺山镇
截止2021年10月，螺山镇下辖1个社区、12个行政村。

## 行政区划
螺山镇下辖以下地区：
新街社区、老街社区、龙潭村、螺山村、袁家湾村、重阳树村、伍家窑村、朱家峰村、皇堤宫村、颜家嘴村、界牌村、中原村、双龙村、复粮洲村、丁山庙村、铁牛塘村、花园村、新联村、杨柴湖渔场村、蒋桩湖渔场村、官墩渔场村、长江捕捞渔场村和新捕捞渔场村。